# الحرب في الصومال (2009–الآن)

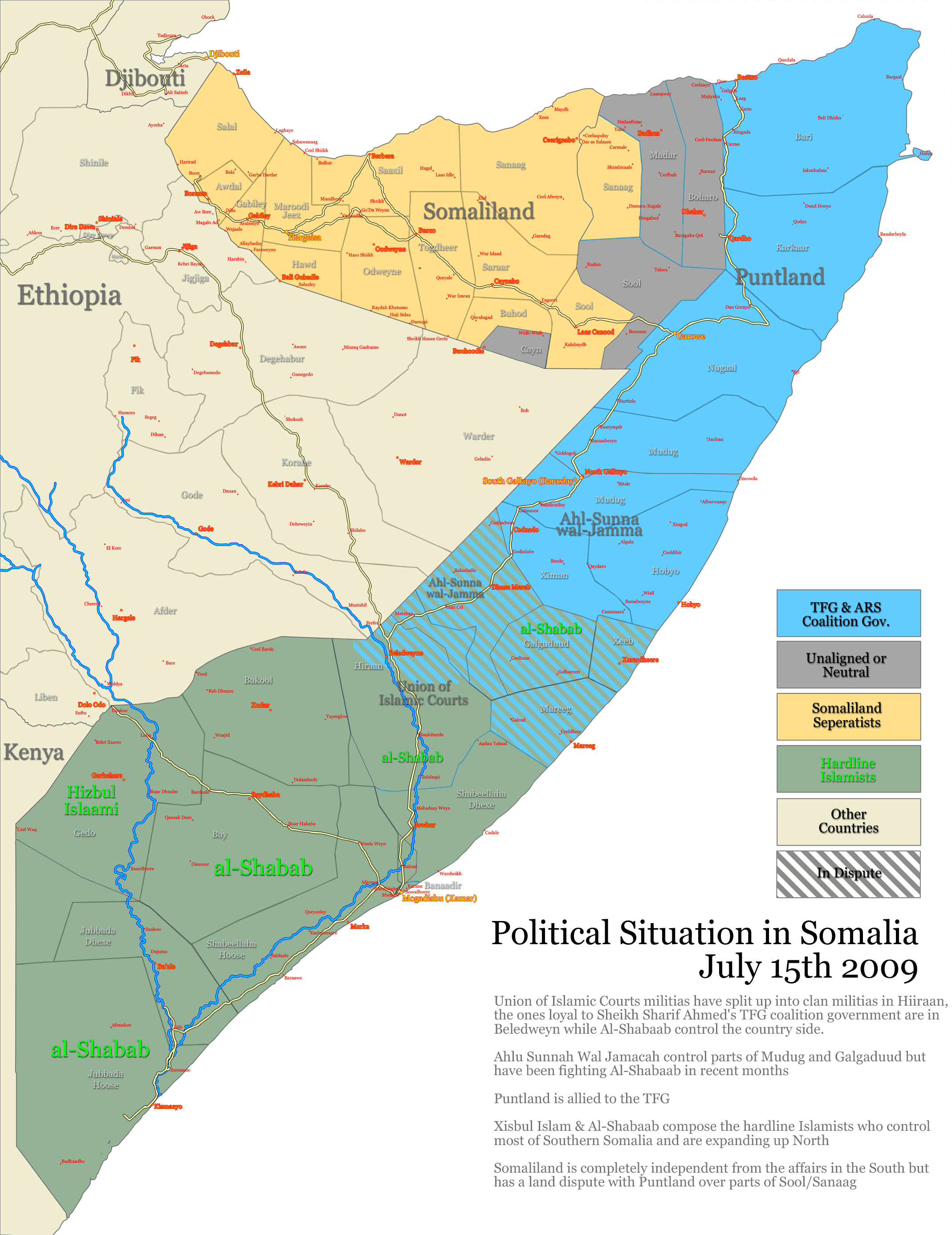

الحرب الأهلية في جنوب الصومال أو المرحلة التي بدأت في 2009 حتى الآن من الحرب الأهلية الصومالية. هي صراع مسلح لا يزال جاريا في جنوب الصومال. بدأت الأحداث من فبراير 2009. الطرف الحكومي كان قوات الحكومة الانتقالية الفدرالية الصومالية المدعومة من الاتحاد الأفريقي وقوات حفظ السلام. والطرف المعارض هي الفصائل الإسلامية المسلحة بمختلف اشكالها.
شرد العنف آلاف الأشخاص المقيمين في مقديشو عاصمة البلاد. حيث ذكرت منظمة «إيلمان» المحلية والناشطة في مجال السلام وحقوق الإنسان في تقرير أصدرته أن المشردين عن مناطقهم الأصلية قسرا بلغوا خلال العام المنصرم نحو 1,5 مليون صومالي.